# Dire Straits (álbum)
Dire Straits es el álbum debut homónimo de la banda británica de rock Dire Straits, lanzado en 1978. Marca el debut de la banda en el mundo musical y uno de los mayores éxitos del grupo con el sencillo "Sultans of Swing".
Elaborado a partir de una serie de maquetas que el grupo había conseguido grabar de su propio bolsillo, incorporaba prácticamente todo el repertorio de la banda. Excluidos del álbum quedaron "Move It Away", "Real Girl", "Me & My Friends" y una versión del tema de Chuck Berry "Nadine". Durante la promoción del álbum, la banda interpretaría la canción "What's The Matter, Baby?", escrita conjuntamente por Mark y David Knopfler, y posteriormente publicada en el álbum de 1995 Live at the BBC.
La imagen de la portada está extraída de una pintura de Chuck Loyola.
Dire Straits fue remasterizado y reeditado junto al resto del catálogo musical de Dire Straits el 19 de septiembre de 2000.

## Lista de canciones
Todas las canciones compuestas por Mark Knopfler.
1. "Down to the Waterline" – 3:55
2. "Water of Love" – 5:23
3. "Setting Me Up" – 3:18
4. "Six Blade Knife" – 4:10
5. "Southbound Again" – 2:58
6. "Sultans of Swing" – 5:47
7. "In the Gallery" – 6:16
8. "Wild West End" – 4:42
9. "Lions" – 5:05

## Personal
- Mark Knopfler – voz, guitarra lider y rítmica

- David Knopfler – guitarra rítmica

- John Illsley – bajo

- Pick Withers – batería
- Rhett Davies – ingeniero
- Muff Winwood – productor

## Lista de éxitos

### Álbum
| País           | Listas            | Listas                                                     | Listas |
|                | Posición más alta | Semanas en lista                                           |        |
| -------------- | ----------------- | ---------------------------------------------------------- | ------ |
| Estados Unidos | 2                 |                                                            |        |
| Noruega        | 10                | 42 Archivado el 4 de diciembre de 2007 en Wayback Machine. |        |
| Austria        | 17                | 24                                                         |        |

### Sencillos
| Año  | Sencillo           | Lista                 | Posición |
| ---- | ------------------ | --------------------- | -------- |
| 1979 | "Sultans of Swing" | Billboard Pop Singles | 4        |